# 幻想水滸傳II
《幻想水滸傳II》是科樂美開發並發行的角色扮演遊戲。為幻想水滸傳系列中第二部作品。如果說前作最忠於原著《水滸傳》，那麼由第二部開始的作品變得與《水滸傳》關係不大，僅僅保留義軍對抗強權和108星宿的設定。
本作發生在《幻想水滸傳》三年後，故事舞台亦移至赤月帝國北方的裘斯頓都市同盟。講述形成世界的「27之真理紋章」之首的「始之紋章」分別要由2位英雄持有，1人代表破壞之劍，另1人代表守護之盾。紋章的持有者之間必須是知心好友，卻又互相殘殺，因為這樣才能符合出劍和盾互斥互合的本意。就這樣，2個平凡少年由朋友變成敵人，開始一場悲壯又感傷的宿命對決。
科樂美在1998年12月17日發佈遊戲，結果僅在日本便獲得38萬本的驚人銷量。其巨大的成功奠定了系列的金漆招牌，影響力更擴散至世界各處，無可質疑是2D RPG時代的經典名作之一。而華人玩家得以大規模接觸幻水系列，實有賴開發商在2003年6月4日推出的PC繁體中文版。
科樂美其後於2006年2月23日在PSP推出合集版，此版本中玩家亦可以繼承1代存檔，讓1代的主人公出現在2代中。

## 劇情概要
海蘭德王國與迪南湖沿岸的裘斯頓都市同盟彼此對立，戰爭不斷。主人公（在日本小說與廣播劇命名為里歐/リオウ/Riou）和義姊娜娜美居住在海蘭德王國邊境小鎮卡羅街。他的養父玄角是昔日的英雄，不久前剛去世。
遊戲一開始，正當王國和都市同盟簽訂停戰協議，主人公和他最好的朋友喬伊等少年兵準備跟隨隊伍返回家鄉的前夜。不料少年的營地遭遇不明的襲擊，全軍覆沒。王國聲稱這是都市同盟蓄意偷襲，因而撕毀停戰協議，重啟戰事展開報復。
主人公和喬伊目睹一切經過，僥倖逃回卡羅街，卻被指控為出賣國家的叛徒。幸好於處決前被名傭兵弗利克、維克多救出，寄居於隸屬都市同盟的傭兵山寨中。但隨著海蘭德大軍入侵，傭兵山寨亦相繼失陷，二人只好再度逃亡。途中獲得了「始之紋章」的認同。主人公獲得「輝盾紋章」，喬伊則獲得「黑刃紋章」。他們沒有想到，獲得力量的同時，也捲入紋章之間的爭鬥，各自走向不同的道路。
不久後海蘭德和都市同盟爆發大戰，原本旗鼓相當，但因為都市同盟內部發生變故而被海蘭德輕易擊敗。喬伊選擇跟隨海蘭德的狂王子盧卡，不能接受的主人公姐弟則逃往南方。他們與都市同盟的殘兵敗將結合，並成功邀請馬修的弟子周擔任軍師。主人公因為玄角養子的身份，被推舉為新同盟軍的領袖，正式拉起反對海蘭德的大旗。
這一年是太陽曆460年。後世稱作『迪南統一戰爭』。

## 跟幻想水滸傳的關係
原赤月帝國首都將繼續出現（即今德蘭共和國首都格雷明斯達）。
前代解放軍的成員如維克多、弗利克等繼續登場。
本代在PlayStation和PSP版本可繼承前代的存檔，前代的主人公亦會出現，並以隨行的形式協助本代主人公。
本代中登場的前代人物都是Level 50以上，而武器則是Level 10以上，擁有上位紋章的亦將保留。

## 遊戲特性
幻想水滸傳II是一個角色扮演遊戲，故事不乏戰爭因素，包括大規模軍事衝突，如兩軍交戰或攻防戰。
大多數時間，都是由主人公和同伴們（由玩家挑選人手）組成小隊伍，透過招募同伴、完成任務和談話，來推動故事進展。玩家招募的新人物，他的支線往往會影響未來的發展。
在城鎮，玩家可以收集各種信息，增強人物的武器和購買設備；荒野地區一般會隨機遇到怪物。

### 世界觀
幻想水滸傳系列的世界觀中，混合了東西方的風俗及文化。例如海蘭德王國和馬奇爾塔騎士團採用西歐的騎士制度，敵人當中亦有不老的吸血鬼；而新同盟軍中，有東洋的劍客及忍者，托利巴市是中國式的建築。但並不是完全把現實世界搬進去，當中又有奇幻的特色，創造出不同的種族，如犬人及有翼人。也有不可思議的魔法和先進的電梯，這些不同的因素形成獨特世界觀。

### 戰鬥系統
人物的各種數據反映其在遊戲中的作戰能力，如攻擊、防守或魔法攻擊力等等。
如果所有成員都失去生命值，遊戲便會結束，玩家必須重新啟動。但在一些特殊存在的情節，戰鬥失敗會有不同的結果。
遊戲有一個方便玩家的地方，即使重新啟動，角色死亡之前的設定（如期間升Level、裝備更替等等），依然會繼續保留。不會因沒有存檔而喪失。
- 普通戰鬥

典型的RPG遊戲方式，選項包括攻擊，魔法（符文），物品等。玩家能夠獲得經驗，物品或金錢。隊伍中最多可有六人參戰，可自由調整位置（但一些動物加入隊伍，等同兩個人）。
角色武器分為三類L,S,M，其中拥有S型武器角色若位置在後排而不能攻擊。
隊伍中某些人物組合可作出協力技，合力攻擊敵人，如主人公和喬伊的幼馴染攻擊, 主人公與奈奈美的姊弟攻擊等。
- 紋章（魔法）

角色必須寄縮紋章，方能使用魔法。每個人物最多可附宿三個紋章，分別是額頭及左右手。
根據每個角色的魔法攻擊力高低，不同的紋章可產生不同的技能和魔法。以風之紋章為例，當人物的魔法數值高時，便會出現四項能力，可以攻擊敵人或為隊員回復生命值。
要留意，紋章不是可以無限使用的。必須去宿屋休息，才能回復。
部份紋章有一定的相剋，如果敵人是暗黑屬性的，使用風之紋章、破魔紋章等，敵人的損傷更大。
五行紋章有不同的組合，配合得當，將是強力的攻擊。
- 單挑系統

即主人公與敵人一對一的決鬥。指令有攻擊、防禦、全力攻擊三種。全力攻擊破攻擊, 攻擊破防禦, 防禦破全力攻擊。每次對手出招前會說一句話來暗示他要出什么招．在劇情中失敗，則會結束遊戲。
- 戰爭系統

傳統的設定依然存在，騎兵剋弓箭手，弓箭手剋魔法和魔法剋騎兵。
主人公必須在戰場上打敗敵人，才能繼續遊戲。指令有移動、攻擊、使用、待命數種。某些特殊人物，可透過紋章來攻擊敵方或為本方回復生命值。
敵我雙方，只要所防守之地被攻入，該戰役歸入侵者勝出。與前作一樣，戰爭的結局都是由情節決定．另外戰爭中有可能會出現己方角色被追殺致死的情形，而影響完美結局的達成．

## 重要人物介紹
除了一些特殊人物，基本可以分開兩大陣營．它們分別歸屬海蘭德王國及裘斯頓都市同盟。

### 都市同盟軍
天魁星
即主人公，姓名由玩家自行決定，玩家的分身。居住在海蘭德王國邊境小鎮凱洛街的道館，英雄玄角的義子。與好朋友喬伊和義姐奈奈美是一起長大的。遊戲開始時是獨角獸少年軍的成員，因為知道海蘭德王國王子魯卡·布萊特嫁禍裘斯頓都市同盟的陰謀而被逼逃亡。在途中和喬伊一起繼承了始之紋章的一部份－輝盾紋章及黑刃紋章，後來因與喬伊的觀念不同而分離，日後在僱備兵的協助下，統合了一盤散沙的舊同盟勢力，並與德蘭共和國結盟，最終推翻海蘭德王國，建立迪南共和國。根據玩家能否完成完美結局而有不同的結局，官方結局中在建國的同時下落不明，和喬伊與娜娜美前往無名諸國。小說與廣播劇的名稱是「里歐/リオウ」，漫畫版名稱是「塔歐/タオ」。
娜娜美(天壽星)
娜娜美是主人公的義姐，被玄角收養。在主人公及喬伊回到凱洛街時加入，多數加入主人公的隊伍。娜娜美非常珍惜三人的友情，當主人公和喬伊彼此對立時，她曾多次勸告二人和解。在馬蒂爾騎士團的戰爭中，為保護二人而被暗箭射中。若玩家達成完美結局，娜娜美會被救活，在主人公和喬伊放棄始之紋章後，便可回凱洛街找到她，三人外出旅行，並前往無名諸國。

### 海蘭德王國軍
喬伊·安德雷特（喬伊·布萊特）
喬伊是卡羅街地方望族安德雷特的長子（他是母親羅莎與前夫所生），師出玄角門下，與主人公及娜娜美是好朋友。和主人公在逃亡時得到始之紋章的承認而被寄宿輝盾紋章及黑刃紋章。從事偵察行動被捕後，轉而為魯卡·布萊特效力，刺殺繆思市市長安娜貝爾，加入王國軍。其後設計誅殺魯卡·布萊特，迎娶公主吉麗雅·布萊特為妻，繼承王位。與新同盟軍商議停戰協議失敗後，展開各項軍事行動，但最終敗給主人公帶領的新同盟軍。在王都攻防戰前，將妻子及琵莉卡送到凱洛街，獨自前往天山。若玩家完成完美結局，與喬伊和解，回到凱洛街找回娜娜美，三人四處旅行。若玩家在一對一的決鬥中擊敗喬伊，則喬伊死亡，玩家擁有完整的始之紋章，成為迪南共和國的大統領。

## 相關勢力

### 裘斯頓都市同盟
太陽曆三百一十四年至四百六十年期間，迪南湖周圍的五個城市國家及一個騎兵團建立的軍事同盟組織。
「裘斯頓」名字的由來，是同盟在繆思市的山丘裘斯頓締結。只靠船隻往來的都市同盟內部並不團結，盟主繆思市雖有權召開會議，但對各成員卻沒有實際的約束力，成員之間亦缺乏互信。
都市同盟與鄰近的海蘭德王國一直存在領土問題。自四百二十八年至四百三十四年戰爭以來，雙方時而交戰，時而停戰。
繆思市長達雷爾堅持擁有邊境卡羅街的領土權。為了簽訂正式休戰協議，王國的大將漢恩與同盟軍司令玄角展開單騎決鬥。最終漢恩獲勝，卡羅街的領土權屬王國擁有。
及後，太陽曆四百六十年爆發了後世稱為迪南統一戰爭的大戰。當時的繆思市長安娜貝爾被暗殺身亡，同盟因而崩壞。剩餘的殘兵敗勇另組新同盟，作為一股新力量，合力對抗王國。

#### 繆思市
迪南湖北部及東部的城市國家，在人口、軍事、經濟各方面領先。
在太陽曆一百八十五年建立。亦是都市同盟的盟主，於市內西部的裘斯頓山召開特別會議，決定同盟的重大事項。
市長是安娜貝爾，她遇害後，本應由副市長傑斯繼任，但他在戰後辭職，按照繆思市的法律，下任的市長是外交官出身的費嘉。
如果主人公選擇成為大統領，繆思市將成為迪南共和國的首都。

#### 克林比爾市
位於迪南湖最西北面，被森林所包圍的城市國家。
該市曾屬繆思市管治，太陽曆三百七十三年，繆斯市長尤利婭允許其獨立。
市內擁有許多優秀的學府，包括著名的新葉書院，是都市同盟的文化中心，招收各國遠來的留學生。
原來的市長雷克·瓦茲梅魯泰病逝，雷克的女兒泰蕾茲成為代理市長。雖然擁有數千人的兵力，但克林比爾的實力仍然是都市同盟中最弱的，因而依靠堅固的城牆及複雜的森林地形，進行防守。
由於市長泰蕾茲日後成為迪南共和國的大統領，克林比爾的定位不得而知。極得一提的是，在幻想水滸傳III登場的卡拉亞族，因不滿族長被邀請會議時被毒殺而對泰蕾茲企圖刺殺但失敗，但泰蕾茲向露西亞說明會親自調查毒殺案，並將真犯人及犯下的罪刑公開於眾。

#### 多利巴市
迪南湖西岸的城市國家，有兩條河流經境內，又名兩河市。
在太陽曆二百一十二年成立，最初時人類與犬人以兩院制方式管治。
四百三十二年，同盟軍司令玄角買下中部的土地，大量有翼人移民這裡，因而改為三院制度。
人類、犬人、有翼人（人口比例是6:3:1）各自管理自己的區域。三族選出全權大使管理多利巴市。
由於居民屬於不同種族，所以常有瑣碎矛盾發生，多利巴市的治安亦一直為人詬病。雖然內部不團結，但犬人及有翼人的作戰能力，卻是獲得好評的，世界各地的傭兵中都有他們的身影。

#### 南窗市
迪南湖南岸的城市國家，由溫和派的市長治理這個交易繁榮的都市。擁有最長的湖岸線，當南窗市仍然是迪南王國首都時，曾經控制整個迪南湖。
太陽曆二百五十二年轉為共和的市長制。
擁古悠久歷史的南窗建築威嚴古老，吸引了許多觀光客遊覽，同時也是各國商人交易古董等物品的必到之地。市長古蘭梅亞在戰爭中被殺害，繼任人不明。

#### 迪恩特市
位處多利巴市西南部的礦山都市，以採礦維持城市運作，地處偏僻，群山環繞，成為迪恩特絕好的天然屏障。
人口等規模雖然不大，但擁有強大的軍隊，市長古斯塔夫兼任礦山公會的會長。
因為和海蘭德王國距離最遠，加上山岳的保護，危機感不強。在都市同盟中亦屬獨斷獨行，不合作的。
值得一提的是，在幻想水滸傳III中，迪恩特已經是獨立自主的國家，版圖亦向西推進。

#### 馬奇爾塔騎士團
位於妙芝市西北方，由騎士統治的城市國家。
為了對付新興的海蘭德王國，都市同盟在太陽曆二百八十年成立馬奇爾塔騎士團。二百九十四年繆斯市批准其獨立自治。
騎士團分為三個部份：遠征用的赤騎士團 ，防衛用的青騎士團，騎士團長直屬的白騎士團 。兵力僅次於妙芝市，在都市同盟中極有份量。
統一戰爭中投降海蘭德王國，導致大批騎士倒戈，加入新都市同盟。戰敗的馬奇爾塔被重新建立，成為迪南共和國重要的邊境部隊，負責草原的警備工作。

### 海蘭德王國
位於繆思市東北部的君主國家，東邊是大海，北邊是宗主國哈莫尼亞神聖國，與南方的都市同盟對立。
太陽曆二百三十七年，平息內亂有功的布萊特家族被賜封海蘭領地，建立王國。同時賜予獸之紋章，世代守衛神聖國。之後導致王國與都市同盟領土爭端不斷。
在四百二十八年，皇王羅伯特・布萊特旗下的大將韓恩率領第一軍團，大舉入侵。
戰事開始時王國佔優勢，但同盟軍的新任司令玄角的指揮下挽回劣勢，雙方互有攻守。
四百三十四年簽訂休戰協議，邊境小鎮卡羅街最終落入王國手中，但繆思市對此仍有異議。
四百六十年的統一戰爭中，巔峰時曾占有原都市同盟的繆思市、南窗市、克林比爾市以及降服馬奇爾塔騎士團。
海蘭德國王羅伯特·布萊特死後，毒殺親父繼位的盧卡·布萊特在戰爭中遇襲身亡，最後的一任皇王是喬伊，他迎娶公主吉麗雅·布萊特為妻，繼承王位。
無論是官方結局或者是普通結局，海蘭德王國最終都是戰敗滅亡，成為迪南共和國的一部份，唯一生存的皇室成員只有吉麗雅，她移居神聖國。
在太陽曆四百七十二年，神聖國聯合舊海蘭德的貴族企圖收復失地，仍然被迪南共和國擊敗。

## 紋章

### 海蘭德王國
- 獸之紋章

布蘭德王家持有，由神聖國賜予，封印在王都魯爾若威的宮殿中。遊戲中，魯卡·布萊特曾以活人來祭祀，他的強大力量亦有人猜測是從獸之紋章中獲得。但事實上，獸之紋章強大的排斥能力並不能寄宿在任何生物身上。戰爭中期，獸之紋章透過吸取活人的生命，釋放出金色的狼型怪物。戰爭後期，王國的軍師萊恩·西爾巴奉獻自己的生命，將獸之紋章完全釋放出來，其原形為一隻雙頭的銀狼怪物，同盟軍領袖利昂帶領的小組，將其打敗，失去紋章支撐的宮殿亦因此倒塌，獸之紋章從此下落不明。
- 黑刃之紋章

這是始之紋章的一半，三十年前曾由海蘭德王國的名將漢恩擁有。遊戲中，始之紋章被封印在托托村，喬伊和利昂在雷克娜朵的指導下繼承始之紋章，喬伊繼承的是代表破壞的黑刃之紋章，它的攻擊力十分強大，但由於不完整，黑刃之紋章的持有者並不能獲得不老不死的能力，而且還會分享到始之紋章另一半持有者的悲傷及痛苦，當其中一人受傷或死亡，另一人馬上感同身受，這是因為始之紋章的特殊屬性造成。故事上，喬伊和利歐共同放棄紋章。

## 其他

### 畫面
幻想水滸傳II發售的時，是家庭遊戲界开始3D化的時期，然而科樂美继续开发2D，希望以豐富的劇情來吸引玩家。石川史放棄了前代幻想水滸傳時的水墨畫風，強化人物動作及畫面，受到玩家的讚賞。

### 音效BGM
出色的音樂BGM是幻想水滸傳系列的特色，科樂美遊戲音樂製作團隊強大的創作實力亦是吸引玩家或非玩家注意的原因。本代的音樂製作主要由東野美紀和難波弘之創作，數量上是前代的一倍，幻想水滸傳系列一路延用的曲目「回想」正是首次出現在本代，豐富的劇情加上精彩的音樂，令玩家深深陶醉當中。本代部份樂曲亦首次採用真人演唱。

## 銷售
幻想水滸傳Ⅱ首次以PS機種在1998年12月17日推出時，售賣價是5800日圓，僅在年末在日本國內就賣出50萬套的佳績，是同一系列中最高的銷售數字。在歐美等地亦相獲好評，科樂美亦於2003年6月4日在電腦平台推出繁體中文版，因而吸引了不少中國玩家。2006年2月23日在PSP與幻想水滸傳一起推出。

## 反响
幻想水滸傳Ⅱ出現的1998年，2D RPG已經開始沒落，大多家庭遊戲廠商製作遊戲開始3D化，科樂美的這一作品，沒有跟隨潮流，被譽為2D RPG末期的最高傑作，亦在素質上超越前代，成為同系列中的經典之作，造就了不少玩家在幻想水滸傳系列只知本代的趣事。
日後科樂美推出的幻想水滸傳的續作，常被玩家以本代相比較。
幻想水滸傳Ⅱ雖然在各方面大受好評，但同是亦有其缺憾之處，那就是主題水滸傳已失去其意義，108星宿收集中不少人物和主線劇情沒有直接關係，玩家往往因此被逼花費時間去收集人物，這一點也同樣出現在後來的作品中。

## 外部連結
- （日語）科樂美《幻想水滸傳》系列官方網站 （页面存档备份，存于）
- （简体中文）CTU KONAMI-NAMCO專題站
- （中文）《幻想水滸傳II》中文版官方網站